# غابينو فيلاسكو
غابينو فيلاسكو (بالإسبانية: Gabino Velasco)‏ هو لاعب كرة قدم مكسيكي، ولد في 9 أبريل 1984 في مدينة مكسيكو في المكسيك. لعب مع زاكاتيبيك وكروز آزول وكلوب ليون.

## وصلات خارجية
- غابينو فيلاسكو على موقع قاعدة بيانات كرة القدم.إي يو (الإنجليزية)